# Alfa Romeo 164
El Alfa Romeo 164 es un automóvil del segmento E diseñado por Pininfarina en 1984 y producido por el fabricante italiano Alfa Romeo entre los años 1988 y 1997.  
El modelo es el sucesor tanto del  Alfa Romeo 90 como del Alfa Romeo Alfa 6 y fue reemplazado en el año 1998 por el Alfa Romeo 166.
El 164 fue renombrado a 168 para los mercados asiáticos , debido a que el número 164 tiene una mala connotación (en chino es un homófono de "一路死" — "todas las vías de la muerte"), mientras que "168" es justo el opuesto ("一路發" — todas las vías de la prosperidad).

## Historia comercial
Presentado al público por primera vez en 1987, en el Salón del Automóvil de Fráncfort, el 164 puede ser considerado el primero de una "nueva generación" de Alfa Romeo. Aunque su desarrollo comenzó cuando la marca era aún independiente, Fiat desestimó el trabajo realizado (de propulsión similar al Alfa 6) e incorporó su desarrollo al Progetto Quattro en conjunto con los modelos Saab 9000, Lancia Thema y Fiat Croma con el fin de reducir costes de desarrollo del bastidor ya que se trataba del primer gran vehículo de tracción delantera de Alfa Romeo. El 164 se benefició de sus inicios independientes y la carrocería se destacó de los otros tres modelos que compartían componentes (puertas, techo, lunas...).
El 164, en las versiones 3.0 v6 (12 válvulas entre 1991 y 1993, 24 válvulas entre 1994 y 1995). El 164 fue el último Alfa Romeo en venderse oficialmente en Estados Unidos. 
Fue un producto exitoso en Europa, atrayendo conductores que buscaban una berlina deportiva, bien equipada y con grandes dotes prestacionales.
El 164 se dejó de producir en 1997 y fue reemplazado por el Alfa Romeo 166 en 1998. 273.857 autos fueron producidos en total.

## Diseño

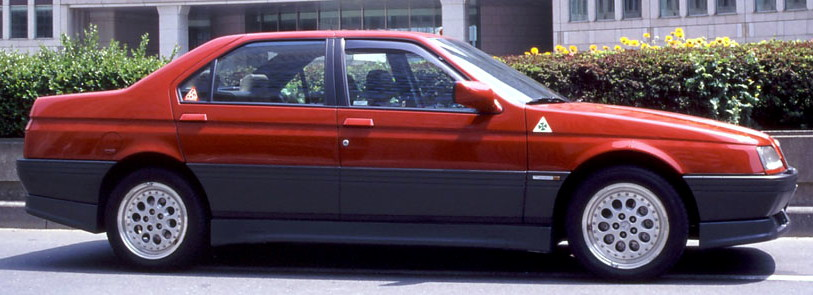
Alfa164 Q4, foto tomada en Japón.

El Alfa Romeo 164 fue diseñado por Pininfarina en 1984, justo después de finalizar el contrato para diseñar el Ferrari Testarossa. El 164 puede ser visto como un intercambio de ideas de estilo con el Ferrari, expresadas en una berlina de cuatro puertas. En cuanto a la imagen de marca, Pininfarina tenía instrucciones de comenzar el diseño con una hoja en blanco, reinterpretando la tradicional coda tronca presente en todos los Alfa Romeo desde que la introdujese Giuseppe Scarnati en el Giulia de 1962.
El 164 fue el primer Alfa Romeo en hacer uso intensivo de diseño CAD/CAM para calcular datos estructurales, resultando un bastidor muy rígido con un peso ligero. El 164 fue el último modelo del Progetto Quattro en lanzarse al mercado y tenía la carrocería más aerodinámica de las cuatro, y eso se puede apreciar en su CX, que es el más reducido entre de ellos.

## Motores

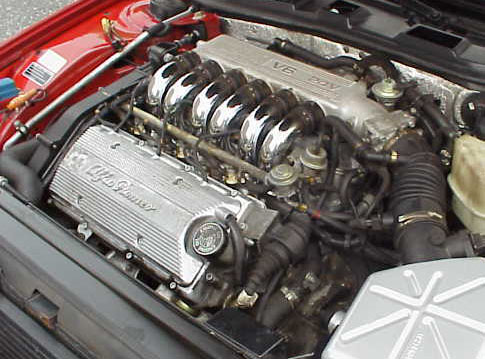
Alfa Romeo DOHC 3.0 V6 24V en un 164 Q4.

### Gasolina
| Modelo               | Motor | Cilindrada | Potencia         | Torque                          | 0-100 km/h, s | Vel. Máx      | Año       |
| -------------------- | ----- | ---------- | ---------------- | ------------------------------- | ------------- | ------------- | --------- |
| 2.0 T.Spark 8v       | I4    | 1962 cc    | 148CV            | 187 Nm (138 ft·lbf) @ 4700 rpm  | 9.2           | Auto km/h 215 | 1987-1989 |
| 2.0 T.Spark 8v (cat) | I4    | 1962 cc    | 148CV            | 187 Nm (138 ft·lbf) @ 4700 rpm  | 9.9           | km/h210       | 1990-1992 |
| 2.0 TS 8v            | I4    | 1962 cc    | 146 CV           | 193 Nm (142 ft·lbf) @ 5000 rpm  | 9.9           | km/h215       | 1992-1995 |
| 2.0 TS Super 8v      | I4    | 1995 cc    | 146CV            | 187 Nm (138 ft·lbf) @ 5000 rpm  | 9.9           | Auto km/h215  | 1992-1997 |
| 2.0 Turbo 8v         | I4    | 1995 cc    | 175 CV+overboost | 265 Nm (195 ft·lbf) @ 2500 rpm  | 7.2           | km/h +225     | 1987-1991 |
| 2.0 V6 Turbo 12v     | V6    | 1997 cc    | 210 CV+overboost | 306 N·m (224 ft·lbf) @ 2750 rpm | 7.2           | km/h +240     | 1991-1992 |
| 2.0 V6 Turbo 12v     | V6    | 1997 cc    | 205 CV+overboost | 301 N·m (226 ft·lbf) @ 2750 rpm | 8.0           | km/h 237      | 1992-1997 |
| 3.0 V6 12v           | V6    | 2959 cc    | 192 CV           | 261 Nm (192 ft·lbf) @ 4900 rpm  | 7.6           | km/h +230     | 1987-1989 |
| 3.0 V6 12v (cat)     | V6    | 2959 cc    | 184 CV           | 261 Nm (192 ft·lbf) @ 4900 rpm  | 8.1           | km/h 230      | 1990-1992 |
| 3.0 V6 QV 12v        | V6    | 2959 cc    | 200 CV           | 274 Nm (202 ft·lbf) @ 4400 rpm  | 7.7           | km/h 237      | 1990-1992 |
| 3.0 V6 24v Super     | V6    | 2959 cc    | 211 CV           | 266 Nm (196 ft·lbf) @ 5000 rpm  | 8.0           | km/h 240      | 1992-1997 |
| 3.0 V6 24v QV        | V6    | 2959 cc    | 232 CV           | 276 Nm (203 ft·lbf) @ 5000 rpm  | 7.0           | km/h 245      | 1992-1993 |
| 3.0 V6 Q4            | V6    | 2959 cc    | 232 CV           | 276 Nm (203 ft·lbf) @ 5000 rpm  | 7.7           | Km/h 240      | 1993-1997 |

### Diésel
| Modelo          | Motor | Cilindrada | Potencia | Torque                         | 0-100 km/h, s | Vel. Máx      | Año       |
| --------------- | ----- | ---------- | -------- | ------------------------------ | ------------- | ------------- | --------- |
| 2.5 Turbodiesel | I4    | 2499 cc    | 117 CV   | 260 Nm (191 ft·lbf) @ 2200 rpm | 11.1          | km/h 200      | 1987-1992 |
| 2.5 Turbodiesel | I4    | 2499 cc    | 125 CV   | 288 Nm (212 ft·lbf) @ 2000 rpm | 10.8          | Auto km/h 202 | 1992-1997 |

## Alfa Romeo 164 Q4
En 1993 Alfa introdujo un modelo con tracción a las cuatro ruedas llamado Q4 (abreviatura de Quadrifoglio 4), que estaba equipado con una versión potenciada del motor Alfa Romeo V6. El sistema de tracción a las cuatro ruedas Q4  (Viscomatic) fue desarrollado conjuntamente con la empresa austríaca Steyr-Puch. El sistema era muy avanzado a su tiempo comparándolo con otros sistemas 4X4 contemporáneos. El sistema consistía de una unidad de acoplamiento viscoso , un diferencial central epicíclico y un Torsen en la trasera. Todo el sistema estaba conectado al ABS y a las unidades Motronic. La potencia entregada por el tren trasero puede variar constantemente de 0 al 100%, de esa forma el automóvil puede ser completamente tracción delantera o trasera, según las condiciones lo requieran. El par está distribuido entre ambos ejes y varía dependiendo de varios factores, como el radio de giro, rpms del motor, posición del acelerador y los parámetros del ABS. El modelo estaba equipado con una caja de cambios manual Getrag de seis velocidades.